# Magstatt-le-Bas
 Magstatt-le-Bas (en alsacià Needermàschgez) és un municipi francès, situat a la regió del Gran Est, al departament de l'Alt Rin. L'any 2006 tenia 465 habitants.

## Demografia
| 1962 | 1968 | 1975 | 1982 | 1990 | 1999 |
| ---- | ---- | ---- | ---- | ---- | ---- |
| 201  | 206  | 221  | 303  | 337  | 414  |

## Administració
| Període | Identitat      | Partit |
| ------- | -------------- | ------ |
| 2001-   | Lucien Brunner |        |

## Personatges il·lustres
- Charles Zumstein, poeta en alsacià.